# Georg Waitz
Georg Waitz, född 9 oktober 1813 (som dansk undersåte) i Flensborg, död 24 maj 1886 i Berlin, var en tysk historiker och politiker.
Waitz studerade 1832-36 juridik och historia vid universiteten i Kiel och Berlin och blev därefter medarbetare vid "Monumenta Germaniæ Historica", för vilket han redigerade upplagor av bland annat Widukind av Corvey, Ekkehard I och Saxo. År 1842 blev han professor vid Kiels universitet.
Under 1848 års händelser sändes Waitz av upprorsregeringen i Rendsborg för att verka för slesvig-holsteinarnas sak i Berlin och valdes till ledamot av Frankfurtparlamentet. Detta lämnade han dock i maj 1849, tillsammans med Heinrich Wilhelm August von Gagern, Friedrich Christoph Dahlmann och andra.
År 1849 tillträdde han en professur vid Göttingens universitet, till vilken han kallats redan 1847. Han invaldes 1875 som ledamot av Preussiska vetenskapsakademien, blev ordförande i styrelsen för ovannämnda "Monumenta" och övertog ledningen av avdelningen "Scriptores", för vilken han sedermera utarbetade "Scriptores rerum langobardicarum et italicarum sæc. VI-IX" (1878) och en ny upplaga av "Vita Anscharii".
Waitz var en av 1800-talets främsta tyska historiker och publicerade ett stort antal skrifter. Tillsammans med Henning Ratjen utgav han 1844-51 Nordalbingische Studien (sex band) och tillsammans med först Ludwig Häusser och Christoph Friedrich von Stälin, sedermera Ernst Ludwig Dümmler och Franz Xaver von Wegele Forschungen zur deutschen Geschichte (26 band, 1860-86).
Bibliographische Übersicht über Georg Waitz Werke  utgavs 1886 av Ernst Steindorff.